# Promozione Liguria 1971-1972
Nella stagione 1971-1972 la Promozione era il quinto livello del calcio italiano (il massimo livello regionale). Qui vi sono le statistiche relative al campionato in Liguria.
Il campionato è strutturato in vari gironi all'italiana su base regionale, gestiti dai Comitati Regionali di competenza. Promozioni alla categoria superiore e retrocessioni in quella inferiore non erano sempre omogenee; erano quantificate all'inizio del campionato dal Comitato Regionale secondo le direttive stabilite dalla Lega Nazionale Dilettanti, ma flessibili, in relazione al numero delle società retrocesse dal Campionato Interregionale e perciò, a seconda delle varie situazioni regionali, la fine del campionato poteva avere degli spareggi sia di promozione che di retrocessione.

## Squadre partecipanti
| Squadra                       |                              |
| ----------------------------- | ---------------------------- |
| S.C. Alassio                  | Alassio (SV)                 |
| S.S. Argentina Arma           | Taggia (IM)                  |
| G.S. Gruppo "C"               | Genova (GE)                  |
| U.S. Lavagnese                | Lavagna (GE)                 |
| A.C. Lerici                   | Lerici (SP)                  |
| Levante F.B.C.                | Genova (GE)                  |
| Pol. Migliarinese             | La Spezia (SP)               |
| S.C. Molassana Boero          | Molassana (GE)               |
| A.S. Ovada Tre Rossi Biscotti | Ovada (AL)                   |
| U.S. Pietra Ligure            | Pietra Ligure (SV)           |
| U.S. Pontedecimo              | Pontedecimo (GE)             |
| Pol. Pro Recco                | Recco (GE)                   |
| U.S. Sammargheritese          | Santa Margherita Ligure (GE) |
| U.S. Sanremese                | Sanremo (IM)                 |
| F.C. Vado                     | Vado Ligure (SV)             |
| F.B.C. Varazze                | Varazze (SV)                 |

## Classifica finale
|  | Pos. | Squadra         | Pt  | G   | V   | N   | P   | GF  | GS  | DR  |
|  | ---- | --------------- | --- | --- | --- | --- | --- | --- | --- | --- |
|  | 1.   | Lerici          | 39  | 30  | 16  | 7   | 7   | 33  | 19  | +14 |
|  | 2.   | Sammargheritese | 39  | 30  | 14  | 11  | 5   | 41  | 25  | +16 |
|  | 3.   | Levante         | 38  | 30  | 15  | 8   | 7   | 48  | 29  | +19 |
|  | 4.   | Ovada           | 37  | 30  | 13  | 11  | 6   | 44  | 25  | +19 |
|  | 5.   | Gruppo "C"      | 35  | 30  | 13  | 9   | 8   | 33  | 25  | +8  |
|  | 5.   | Pontedecimo     | 35  | 30  | 13  | 9   | 8   | 27  | 23  | +4  |
|  | 7.   | Lavagnese       | 31  | 30  | 11  | 9   | 10  | 32  | 28  | +4  |
|  | 7.   | Varazze         | 31  | 30  | 9   | 13  | 8   | 30  | 29  | +1  |
|  | 9.   | Vado            | 30  | 30  | 11  | 8   | 11  | 39  | 36  | +3  |
|  | 10.  | Argentina Arma  | 29  | 30  | 8   | 13  | 9   | 26  | 28  | -2  |
|  | 10.  | Pietra Ligure   | 29  | 30  | 6   | 17  | 7   | 20  | 28  | -8  |
|  | 12.  | Sanremese       | 27  | 30  | 9   | 9   | 12  | 27  | 37  | -10 |
|  | 13.  | Alassio         | 25  | 30  | 9   | 7   | 14  | 25  | 28  | -3  |
|  | 14.  | Molassana Boero | 21  | 30  | 7   | 7   | 16  | 21  | 45  | -24 |
|  | 15.  | Migliarinese    | 18  | 30  | 4   | 10  | 16  | 27  | 49  | -22 |
|  | 16.  | Pro Recco       | 16  | 30  | 4   | 8   | 18  | 15  | 34  | -19 |
|  |      |                 | 480 | 480 | 162 | 156 | 162 | 488 | 488 | 0   |

Verdetti
- Spareggio promozione:
  - a Sestri Levante il 11-06-1972: Lerici-Sammargheritese 1-0.
- Il Lerici è promosso in Serie D.